# Zangakatun
Zangakatun (in armeno Զանգակատուն?) è un comune dell'Armenia di 1 174 abitanti (2008) della provincia di Ararat.